# André Olbrich
André Olbrich (3 de maio de 1967, Düsseldorf, Alemanha) é um guitarrista alemão, compositor e vocal de apoio, mais conhecido por ser um dos fundadores e guitarrista solo da banda de power metal Blind Guardian.
Olbrich foi classificado como 76º do ranking 100 Greatest Heavy Metal Guitarists of All Time, da revista Guitar World.

## Estilo Musical e influências
O estilo de Olbrich é influenciado por bandas como Queen, Judas Priest, Metallica e Black Sabbath.
Além disso, o guitarrista utiliza muito da técnica Staccato. Esteve entre os 100 melhores guitarristas de Heavy metal, pela revista Guitar World, na posição de número 76, e também entre os 100 melhores guitarristas de Metal de Joel McIver, na posição de número 64.
Seu trabalho é um grande reflexo dos vocais de Hansi Kürsch.

## Equipamentos
- Guitarras: 
  1. ESP Original Series Horizon Custom.
  2. ESP Original Series M-II Neck Thru.
  3. ESP Original Series Explorer Custom.
  4. Ovation Legend.
- Amplificadores: 
  1. Marshall JCM 900 Dual Reverb.
  2. Marshall TSL 60 (Triple Super Lead).
  3. Marshall cabinets 4x12 (with Celestion V30 speakers).
- Rack: 
  1. ENGL savage.
  2. Furman Powerconditioner.
  3. Shure LX Wireless System.
  4. Rocktron Patchmate.
  5. Yamaha SPX 990.
  6. Ibanez Tubescreamer.
  7. Hughes & Kettner "Red Box" Pro.
  8. Morley Power Wah.
  9. Dunlop crybaby 535q (utilizado durante a turnê "A Twist In The Myth").
  10. Boss AC2 Acoustic Simulator.